# ایستگاه کندی
ایستگاه کندی (انگلیسی: Kennedy station) هم ترمینال و هم ایستگاه تبادل در خط ۲ بلور–دانفورث و خط ۳ اسکاربرو سیستم متروی تورنتو است.